# 熊野三山

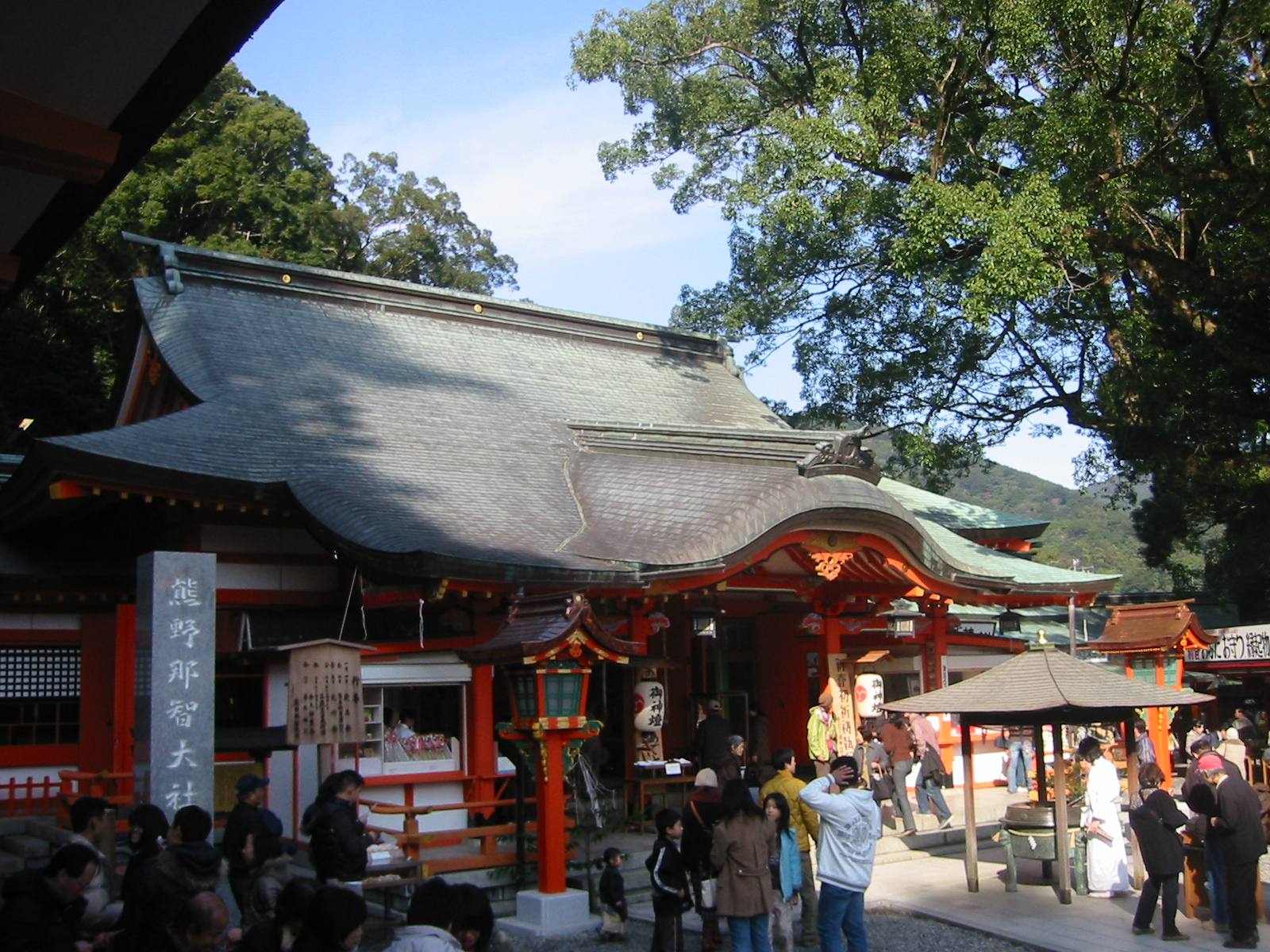
熊野三山 熊野那智大社

熊野三山（くまのさんざん）是熊野本宮大社、熊野速玉大社、熊野那智大社三座神社的總稱。在2004年，因為作為「紀伊山地的聖地及朝聖路」，和高野山等地被聯合國教科文組織登錄為世界遺產（文化遺產）。日本全國約3千座熊野神社之總本社。

## 關連神社
- 熊野速玉大社
- 熊野本宮大社
- 熊野那智大社
- 熊野大社

## 關連項目
- 八咫烏
- 熊野別當
- 熊野三山檢校
- 熊野三山本願所
- 山伏
- 熊野古道
- 若一王子

## 外部連結
- 熊野三山協議會
- 紀伊山地的聖地與參拜道（熊野古道） （页面存档备份，存于）
- Shingu City Tourist Association - 熊野三山(簡体中文) （页面存档备份，存于）